# Bryan Trottier
Bryan John Trottier (Val Marie, Saskatchewan, 1956. július 17. –) kanadai profi jégkorongozó, a New York Islanders egykori tagja, aranykorának (négy Stanley-kupa győzelem egymás után) valamint a Pittsburgh Penguins két egymást követő kupa győzelmének és egyet nyert a Colorado Avalanche-csel is mint másodedző. 1997-ben beválasztották a Jégkorong Hírességek Csarnokába.

## Pályafutása
Komolyabb junior karrierjét a Swift Current Broncosban kezdte 1972-ben. Itt két idényt játszott majd a csapat elköltözött és a Lethbridge Broncos nevet vette fel. Utolsó junior idényében 67 mérkőzésen 144 pontot szerzett. Ennek ellenére csak a 22. helyen választotta ki az 1974-es NHL-amatőr drafton a New York Islanders. Első idényében 80 mérkőzésen 95 pontot szerzett. Ezzel az eredménnyel megnyerte a Calder-emlékkupát. Második szezonja gyengébbre sikeredett. 1977–1978-ban már 100+ pontot szerzett (123 pont). A következő szezonja volt a legjobb a pályafutása során: 47 gól és 87 assziszt ami 134 pontot ért. De a rájátszásban még mindig nem értek el komoly eredményt. 1979–1980-tól következett az Islanders aranykora: négy Stanley-kupa győzelem egymás után (az ötödiket elbukták a Wayne Gretzky vezette Edmonton Oilers ellen). A rájátszásban három 29 pontos szezon egymás után. 1982-ben egy 50 gólos szezon. Miután az Islanders kezdte elveszíteni a régi fényét, úgy Trottier sem játszott már úgy, mint régen. Nem volt több 100+ pontos szezonja (egy 96 pontos és egy 87 pontos szezon). 1988–1990 között összesen 69 pontot szerzett. 1990-ben átkerült a Pittsburgh Penguinshez. Itt az első két idényében újabb két Stanley-kupát nyert. 1992-ben visszavonult de 1993–1994-ben visszatért a Penguinshez 41 mérkőzésre. Utána ismét visszavonult, most már végleg. 1997-ben beválasztották a Hírességek Csarnokába. 1997-ig a Penguins másodedzője volt majd 2001-ig a Colorado Avalanche másodedzője volt ahol 2001-ben megnyerte a hetedik Stanley-kupáját. 2002-ben a New York Rangers edzője lett de szezon közben kirugták a csapat gyenge játéka miatt.

### A válogatottban
Első válogatottbeli szereplése még a junior-válogatottban volt az 1975-ös U-20-as jégkorong-világbajnokságon, ami még nem hivatalos világbajnokság volt és itt ezüstérmes lett a szovjetek mögött. Következő részvétele a válogatottban már felnőtt eseményen volt az 1981-es Kanada-kupán, ahol a döntőben a szovjetektől kaptak ki 8–1-re és így csak ezüstérmes lett. Az utolsó nagy világesemény, amin részt vett az 1984-es Kanada-kupa volt, ám ezen már az amerikai válogatottban játszott és az elődöntőben 9–2-re kikaptak a svédektől.

## Pályafutásának statisztikái
| 1972–1973         | Swift Current Broncos | WCJHL             | 67   | 16  | 29  | 45   | 10  | —   | —  | —   | —   | —   |
| 1973–1974         | Swift Current Broncos | WCJHL             | 68   | 41  | 71  | 112  | 76  | 13  | 7  | 8   | 15  | 8   |
| 1974–1975         | Lethbridge Broncos    | WCJHL             | 67   | 46  | 98  | 144  | 103 | 6   | 2  | 5   | 7   | 14  |
| 1975–1976         | New York Islanders    | NHL               | 80   | 32  | 63  | 95   | 21  | 13  | 1  | 7   | 8   | 8   |
| 1976–1977         | New York Islanders    | NHL               | 76   | 30  | 42  | 72   | 34  | 12  | 2  | 8   | 10  | 2   |
| 1977–1978         | New York Islanders    | NHL               | 77   | 46  | 77  | 123  | 46  | 7   | 0  | 3   | 3   | 4   |
| 1978–1979         | New York Islanders    | NHL               | 76   | 47  | 87  | 134  | 50  | 10  | 2  | 4   | 6   | 13  |
| 1979–1980         | New York Islanders    | NHL               | 78   | 42  | 62  | 104  | 68  | 21  | 12 | 17  | 29  | 16  |
| 1980–1981         | New York Islanders    | NHL               | 73   | 31  | 72  | 103  | 74  | 18  | 11 | 18  | 29  | 34  |
| 1981–1982         | New York Islanders    | NHL               | 80   | 50  | 79  | 129  | 88  | 19  | 6  | 23  | 29  | 40  |
| 1982–1983         | New York Islanders    | NHL               | 80   | 34  | 55  | 89   | 68  | 17  | 8  | 12  | 20  | 18  |
| 1983–1984         | New York Islanders    | NHL               | 68   | 40  | 71  | 111  | 59  | 21  | 8  | 6   | 14  | 49  |
| 1984–1985         | New York Islanders    | NHL               | 68   | 28  | 31  | 59   | 47  | 10  | 4  | 2   | 6   | 8   |
| 1985–1986         | New York Islanders    | NHL               | 78   | 37  | 59  | 96   | 72  | 3   | 1  | 1   | 2   | 2   |
| 1986–1987         | New York Islanders    | NHL               | 80   | 23  | 64  | 87   | 50  | 14  | 8  | 5   | 13  | 12  |
| 1987–1988         | New York Islanders    | NHL               | 77   | 30  | 52  | 82   | 48  | 6   | 0  | 0   | 0   | 10  |
| 1988–1989         | New York Islanders    | NHL               | 73   | 17  | 28  | 45   | 44  | —   | —  | —   | —   | —   |
| 1989–1990         | New York Islanders    | NHL               | 59   | 13  | 11  | 24   | 29  | 4   | 1  | 0   | 1   | 4   |
| 1990–1991         | Pittsburgh Penguins   | NHL               | 52   | 9   | 19  | 28   | 24  | 23  | 3  | 4   | 7   | 49  |
| 1991–1992         | Pittsburgh Penguins   | NHL               | 63   | 11  | 18  | 29   | 54  | 21  | 4  | 3   | 7   | 8   |
| 1993–1994         | Pittsburgh Penguins   | NHL               | 41   | 4   | 11  | 15   | 36  | 2   | 0  | 0   | 0   | 0   |
| WCJHL Összesített | WCJHL Összesített     | WCJHL Összesített | 202  | 103 | 198 | 301  | 189 | 19  | 9  | 13  | 22  | 22  |
| NHL Összesített   | NHL Összesített       | NHL Összesített   | 1279 | 524 | 901 | 1425 | 912 | 221 | 71 | 113 | 184 | 277 |

## Sikerei, díjai
- WCJHL Első All-Star Csapat: 1975
- WCJHL Az Év Játékosa: 1975
- Calder-emlékkupa: 1976
- NHL Első All-Star Csapat: 1978, 1979
- NHL Plus-Minus Award: 1979
- Art Ross-trófea: 1979
- Hart-emlékkupa: 1979
- Conn Smythe-trófea: 1980
- NHL Második All-Star Csapat: 1982, 1984
- Bud Man of the Year Award: 1988
- King Clancy-emlékkupa: 1989
- NHL All-Star Gála: 1976, 1978, 1980, 1982, 1983, 1985, 1986, 1992
- Stanley-kupa: 1980, 1981, 1982, 1983, 1991 ,1992, 2001